# SQuirreL SQL Client
SQuirreL SQL Client — платформенно-независимый клиент баз данных, написан на Java, работает с любой системой управления базами данных, поддерживающей JDBC 2.0.
Реализована возможность создания расширений с помощью плагинов.
Является программой с открытым кодом и распространяется по лицензии LGPL. Для работы программы на компьютере должна быть установлена JRE версии 1.6 или выше.